# 日裔韓國人
日裔韓國人，指有日本人血緣且居住在大韓民國的日本移民，他們通常分為兩類：保留日本國籍並住在韓國的人（재한일본인）；將國籍改為大韓民國的人（일본계 한국인），根據2007年人口普查有23,267人，主要居住在首爾和釜山。

## 概要
朝鲜半島在日本殖民時期，曾有大量日本人移民到此，第二次世界大戰後大部分日本移民回到日本，只有少數人留下，與日本朝鮮族相比，他們只佔極少數。
日本外務省統計至2007年10月，擁有大韓民國永久居留權的日本人有23,267人。他們留下的原因多為留學和結婚。

## 韓國日籍配偶
第二次世界大戰前，有不少日本女人嫁給朝鮮男人，但在韓國獨立後因反日情绪，生活上有很多不便，為免受到歧視，她們一般不在公開場合説日語。另外，由於韓國男子所娶的外籍妻子入籍條件嚴苛，未入籍的日本妻子有很多社會福利無法享用，被迫痛苦生活。

## 著名的日裔韓國人
- 金忠善
- 李方子（原皇族）
- 網切一郎（島間網切氏始祖）
- 保坂祐二（世宗大學副教授）
- 笛木優子

## 在韓國的日本學校
- 首爾日本人學校（日语：ソウル日本人学校）
- 釜山日本人學校（日语：釜山日本人学校）